# Usamanee Vaithayanon
Usamanee Vaithayanon (tiếng Thái: อุษามณี ไวทยานนท์, phiên âm: U-xa-ma-ni Vai-tha-da-nôn, sinh ngày 3 tháng 3 năm 1988) còn có nghệ danh là Lookkwan (tiếng Thái: ลูกขวัญ, phiên âm: Lúc-khơ-van) hoặc Kwan (tiếng Thái: ขวัญ, phiên âm: Khơ-van), là một nữ diễn viên người Thái Lan.

## Tiểu sử
Kwan Usamanee là một trong những đại mỹ nhân của nền điện ảnh Thái Lan. Cô tham gia diễn xuất từ khi vẫn còn là một đứa trẻ, đến nay Kwan đã có tới hơn 10 năm trong nghề. Điều này giúp Kwan sở hữu một khối lượng lớn phim ảnh tạo nên tên tuổi của cô nàng.
Kwan là một diễn viên hạng A của channel 7 với hàng loạt các bộ phim đình đám như: Sứ giả địa ngục, Tình yêu hỗn loạn, Trái tim hoang dã, Chị em song sinh,…. Là một ngôi sao hàng đầu khiến nhiều ngưỡng mộ bởi vẻ ngoài xinh đẹp, tài năng diễn xuất và sự thông minh của cô nàng. Đến này, Kwan đã rinh về cho mình không ít các giải thưởng lớn nhỏ khác nhau. Thành công trong lĩnh vực điện ảnh như ngày hôm nay là sự cố gắng không ngừng nghỉ qua từng ngày, từng bộ phim.
Kwan từng có mối quan hệ với diễn viên Pichaya Nitipaisalkul (Golf) nhưng cả hai đã chia tay vào năm 2017.

## Các bộ phim đã từng tham gia

### Phim truyền hình (diễn viên nhí)
| Năm  | Phim                                | Vai               | Đài |
| ---- | ----------------------------------- | ----------------- | --- |
| 1994 | Sai Rak Sai Sawat                   |                   | CH3 |
| 1994 | ปลายฝนต้นหนาว                        |                   | CH7 |
| 1995 | Dao Tame Din                        |                   | CH7 |
| 1995 | Krai Thong                          |                   | CH7 |
| 1995 | Keu Hat Ta Krong Pi Pob             | Phraophirat (nhỏ) | CH7 |
| 1995 | พรหมลิขิตจากนิ้วป้อม ๆ (ละครสั้น ปากกาทอง) |                   | CH7 |
| 1995 | คือหัตถาครองพิภพ                       |                   | CH7 |
| 1996 | ไม้ดัด                                |                   | CH7 |
| 1996 | Cheewit Muean Fun                   |                   | CH3 |
| 1996 | เพชรในเรือน                          |                   | CH3 |
| 1997 | Khemmarin Intira                    |                   | CH5 |
| 1998 | Krong Kiattiyot                     |                   | CH3 |
| 1999 | Rak Nai Saimauk                     |                   | CH3 |
| 1999 | Khun Chang Khun Phaen               |                   | CH3 |
| 1999 | Gerd Tae Chard Pang Nai             |                   | CH3 |
| 2000 | นางสาวโพระดก                        |                   | CH7 |
| 2000 | Nam Phueng Khom                     |                   | CH3 |
| 2001 | กองร้อย 501 ตอน แผ่นดินข้าใครอย่าแตะ     | กาฟี่               | CH7 |
| 2001 | บ้านสาวโสด                           |                   | CH3 |

### Phim truyền hình
| Năm  | Phim | Vai                              | Đóng với                                 | Đài      |
| ---- | --- | -------------------------------- | ---------------------------------------- | -------- |
| 2001 | Nam Sor Sai | ภัทรียา (ปอ)                       |                                          | CH3      |
| 2002 | Neung Fah Lung Ka Diew                                                                                         | Michael                          |                                          | CH3      |
| 2003 | Jao Nai Wai Katao                                                                                              | มาลา เพชรรุ่งเรือง (พริม)            | Sarawut Marttong                         | CH3      |
| 2003 | คุณย่าดอตคอม | ขิม                               |                                          | CH3      |
| 2004 | Sao Noi Tha Kieng Kaew 2                                                                                       | Sanya                            | Praiya Soandokmai & Tawan Jarujinda      | CH7      |
| 2004 | Kep Jai Hai Gun Peur Wun Kaung Rao                                                                             | Nan Natenapat Boylukamorn        | Puchisa Thanapat                         | CH7      |
| 2005 | Khun Ya Dot Com                                                                                                | Kim                              |                                          | CH3      |
| 2005 | Oak Toranee | Pai                              | Kade Tarntup                             | CH7      |
| 2005 | Mae Khun Toon Hua                                                                                              | Cream                            | Siwat Chotchaicharin                     | CH7      |
| 2006 | Jai Diew | Fah Sai                          | Watcharabul Leesuwan                     | CH7      |
| 2006 | Tawan Ching Plob                                                                                               | Mook                             | Kade Tarntup                             | CH7      |
| 2006 | Fah Suay Len Sai                                                                                               | Fah Sai                          | Rapeepat Eakpankul                       | CH7      |
| 2006 | Plik Din Su Dao                                                                                                | Nubdao                           | Tawin Yavapolkul                         | CH7      |
| 2006 | Khing Kor Rar Khar Kor Rang Oan gia cay nồng                                                                   | Nit                              | Thana Suttikamul                         | CH7      |
| 2007 | Luerd Nai Din Sóng gió cuộc đời                                                                                | Trithip                          | Arnus Panich                             | CH7      |
| 2007 | Dung Duang Haruetai Tựa như ngôi sao trong tim                                                                 | Tasika                           | Sukollawat Kanarot                       | CH7      |
| 2008 | Tur Keu Cheewit Em là cuộc sống của anh                                                                        | Sang Tawan                       | Sukollawat Kanarot                       | CH7      |
| 2008 | Siang Luang Siang Ruk                                                                                          | Cindy                            | Santi Visaboonchai                       | CH7      |
| 2008 | Bpom Ruk Roy Adeed                                                                                             | Tor Fun                          | Tawin Yavapolkul                         | CH7      |
| 2009 | Meu Narng Vòng tay ấm áp                                                                                       | Mesaya                           | Kritnagan Maneepagaphan                  | CH7      |
| 2009 | Roy Ruk Roy Barp                                                                                               | Noo Yim                          | Chanapol Satya                           | CH7      |
| 2009 | Liam Ruk Chị em song sinh                                                                                      | Tawan (Palissa) / Fah (Palita)   | Veraparb Suparbpaiboon & Tawan Jarujinda | CH7      |
| 2010 | Hong Fah Thiên đường của phượng hoàng                                                                          | Hong Fah/Gala                    | Thanapon Nimtaisuk                       | CH7      |
| 2010 | Theppha But Maya Cô nàng xảo quyệt                                                                             | Pakkaramai / Matmai / Matty      | Tawin Yavapolkul                         | CH7      |
| 2011 | Plerng Prom Lửa hận                                                                                            | Monchaya                         | Thanapon Nimtaisuk                       | CH7      |
| 2011 | Bo Bay | Dok Kaew                         | Siwat Chotchaicharin                     | CH7      |
| 2011 | Horb Ruk Ma Hom Pah                                                                                            | Chawee                           | Nawapol Lumpoon                          | CH7      |
| 2012 | Kerd Pen Hong Thiên nga trắng                                                                                  | Khun Ying Marnasri Sopa          | Thanapon Nimtaisuk                       | CH7      |
| 2013 | Fah Jarod Sai Chuyện tình sa mạc                                                                               | Michelle Delaroni                | Teerapat Sajakul                         | CH7      |
| 2013 | Thida Paya Yom Con gái diêm vương                                                                              | Natcha                           | Wongsakorn Poramathakorn                 | CH7      |
| 2014 | Jao Sao Salatan Cô dâu hoàn hảo                                                                                | Khemika (Khem) / Kwanta (Kwan)   | Akkaphan Namart                          | CH7      |
| 2014 | Hua Jai Teuan Trái tim hoang dã                                                                                | Amawasee                         | Akkaphan Namart                          | CH7      |
| 2015 | Mai Sin Rai Fai Sawart Ngọn lửa đam mê bất diệt                                                                | Chitchaba                        | Teerapat Sajakul                         | CH7      |
| 2016 | Ku Woon Lun Paen Ruk Tình yêu hỗn loạn                                                                         | Korjun                           | Tawin Yavapolkul                         | CH7      |
| 2016 | Phet Tud Phet Sứ giả địa ngục                                                                                  | Pai Lu                           | Sukollawat Kanarot                       | CH7      |
| 2017 | Maya | Pitawan                          | Arak Amornsupasiri                       | CH7      |
| 2017 | Paragit Ruk Series: Meu Brap Jao Hua Jai Chinh phục trái tim nàng                                              | Mintra (Series Sứ mệnh tình yêu) | Saran Sirilak                            | CH7      |
| 2017 | Paragit Ruk Series: Meu Brap Jao Hua Jai Chiếm lĩnh bầu trời kiếm tìm tọa độ tình yêu                          | Mintra (Series Sứ mệnh tình yêu) | Saran Sirilak                            | CH7      |
| 2018 | Mae Sue Bpak Rai Poo Chai Rot Jat Nàng kiêu kỳ gặp chàng hách dịch                                             | Klinjan                          | Saran Sirilak                            | CH7      |
| 2019 | Fai Hima Lửa tuyết                                                                                             | Athitaya / "Tiya"                | Louis Hesse d'Alzon                      | CH7      |
| 2021 | Mae Nak Phra Khanong                                                                                           | Mae Nak                          | Chaiyapol Julien Poupart                 | CH9      |
| 2021 | Game Rak Game Payabaht Trò chơi yêu và hận                                                                     | Katthareeya                      | Patchata Nampan                          | PPTV36   |
| 2022 | Club Friday The Series - Love Season Celebration: It Happens on Valentine's Day (Chuyện xảy ra ngày Valentine) | Mueanphrae                       | Warit Sirisantana                        | One 31   |
| 2022 | Samee Ngern Phon Khi người đàn ông yêu                                                                         | Anusaya Woralertrut / "Nut"      | Warit Sirisantana                        | AmarinTV |
|      | Hangout |                                  |                                          | Mono29   |

### Phim ngắn
| Năm  | Phim                                | Vai                 | Đóng với                                                                      | Đài |
| ---- | ----------------------------------- | ------------------- | ----------------------------------------------------------------------------- | --- |
| 2008 | Anuparb Por Khun Ramkhamheng        | Princess Gaam Gaew  | Chanapol Satya                                                                | CH7 |
| 2009 | Dang Dao Phrao Saeng                | Saowanee Suwandilok |                                                                               | CH7 |
| 2012 | Pbah Hang Satha                     | Khiru Pin           | Veraparb Suparbpaiboon, Wongsakorn Poramathakorn & Varitthisa Limthammahisorn | CH7 |
| 2016 | Tai Rom Pra Baramee: Tahng Kong Por | Kaew                | Mick Tongraya                                                                 | CH7 |

### Phim điện ảnh
| Năm  | Phim                          | Vai       |
| ---- | ----------------------------- | --------- |
| 1995 | Prathom Matthayom Preawaomwan | Nong Kwan |
| 1997 | Land of the lost              | Toey      |
| 2004 | The Bodyguard                 | Krupari   |